# Деволска епархия
Деволската епархия (изписване до 1945 година: Дѣволска епархия, на гръцки: Ιερά Επισκοπή Δεάβολης, Διάβολης) е историческа и титулярна епархия на Българската патриаршия.

## История
Деволската епархия е основана от Климент Охридски на територията на днешна Южна Албания, в басейна на река Девол, в 893 година. Център на епархията е град Девол. Действащ в първата половина на X век в Деволската епископия е Марко Деволски, ученик на Климент Охридски. В най-старото житие на Наум Охридски, Марко е споменат като поставен от цар Симеон I за „четвьртiй епископь вь словенскïй езыкъ бы῟ Дѣволы“. В Девол е построена от княз Борис I една от седемте съборни църкви в България, която е спомената от Теофилакт Охридски.
С падането на България под византийска власт в 1018 година, с указите на император Василий II от 1019 година, Българската патриаршия е понижена в ранг и обявена за Българска автокефална архиепископия със седалище в Охрид. Василий II закрива Деволската епархия, за да обезличи Девол като българско средище, и я присъединява към Костурската. Това е известно от две негови грамоти, дадени на охридския архиепископ Йоан. Деволската епархия е възстановена и се споменава във втората половина на XI век. В 1078 година деволската катедра се оглавява от епископ Теодосий, а в 1118 година деволският епископ Михаил прави важна добавка към хрониката на Йоан Скилица.
В ХІІ век висшата йерархия на Охридската архиепископия е елинизирана в голяма степен и по това време на всички градове в Македония са дадени старогръцки имена. Тогава и Деволската епископия е преименувана по тази причина в Селасфорска, което според сведения, представени от Иван Снегаров, е направено за литературен евфонизъм.
В XIV век епархията, като част от Охридската архиепископия, е нейна прототронна (първопрестолна) епархия, тъй като в хрисовул на Стефан Душан за Есфигмен, прототрон е наречен в 1361 година Григорий Деволски. След края на сръбското владичество в 1380 година, титлата е върната на Костурската епархия, тъй като в 1383 – 1384 епископ Гавриил Костурски е наречен прототрон.
Дволски е титулярна епископия на Българската патриаршия от 1998 година.
Деволски е част от титлата на корчанския митрополит на Албанската православна църква.
Епископи на Българската патриаршия
| Име   | Управление | Забележка |
| ----- | ---------- | --------- |
| Марко | в Х век    |           |

Епископи на Охридската архиепископия
| Име      | Име       | Управление                                   | Забележка                             |
| -------- | --------- | -------------------------------------------- | ------------------------------------- |
| Теодосий | Θεοδόσιος | в 1078 г.                                    |                                       |
| Михаил   | Μιχαὴλ    | начало на XII век                            |                                       |
| Григорий | Γρηγόριος | споменат в 1342 – 1345 г., 1361 г. и 1365 г. | прототрон на Охридската архиепископия |

Титулярни епископи на Българската патриаршия
| Име      | Управление                        | Забележка |
| -------- | --------------------------------- | --------- |
| Теодосий | 5 октомври 1998 – 3 януари 2017 † |           |